# Лаффорг, Венсан
Венсан Лаффорг (Vincent Lafforgue; род. 20 января 1974, Антони, О-де-Сен) — французский математик, специалист по алгебраической геометрии и в особенности по программе Ленглендса. Сотрудник CNRS и Института Фурье. Брат лауреата Филдсовской премии Лорана Лаффорга.
Единственный француз, дважды получивший максимальный балл на Международной математической олимпиаде (1990, 1991).
Учился в Парижской Высшей нормальной школе. Ученик Jean-Benoît Bost. C 1999 года сотрудник CNRS. С 2010 по 2016 год в Институте Дени Пуассона (Institut Denis Poisson). Затем в университете Гренобля.
В 2018 году выступил с пленарным докладом на Международном конгрессе математиков.
Награды
- Золотая медаль, Международная математическая олимпиада (1990, 1991)
- Премия Европейского математического общества (2000)
- Prix Servant[фр.] (2014)
- Серебряная медаль Национального центра научных исследований (2015)
- Breakthrough Prize in Mathematics (2019)